# Westmount (Ville) c. Rossy
Westmount (Ville) c. Rossy est un arrêt de principe de la Cour suprême du Canada rendu en 2012 en matière de responsabilité civile et d'assurance automobile au Québec. Il confirme qu'il est impossible d'échapper au régime obligatoire du no fault (en) de la Société de l'assurance automobile du Québec, peu importe la nature de l'accident automobile. 

## Les faits
Gabriel Antony Rossy a été tué lorsqu'un arbre est tombé sur son automobile à Westmount. La famille poursuit la ville afin d'obtenir des dommages-intérêts. La Cour supérieure rejette initialement l'action au motif que l'indemnisation est couverte par la Loi sur l'assurance automobile. La Cour d'appel conclut que le préjudice corporel n'est pas causé par une automobile et elle accueille le pourvoi. La Ville de Westmount fait appel de la décision en Cour suprême. 

## Décision
L'appel de la Ville de Westmount est accueilli. 

## Motifs du jugement
Un accident qui découle de l'utilisation d'un véhicule répond à la définition d'accident dans la Loi sur l'assurance automobile et aura donc été « causé par une automobile » au sens de la loi. La simple utilisation de l'automobile suffit pour que la loi s'applique.  
Ce qu'il faut retenir de l'arrêt Rossy est que la définition d'accident automobile dans la Loi sur l'assurance automobile est extrêmement large et il n'est pas possible d'échapper à l'indemnisation sans égard de la faute obligatoire de la Société de l'assurance automobile du Québec (à l'exclusion de tout autre recours) en plaidant des nuances au niveau des causes des accidents automobiles car la loi ne fait pas ce type de distinction.

## Développements ultérieurs
Dans un jugement de nature similaire rendu en 2017 (Godbout c. Pagé), la Cour suprême en vient à la même conclusion et solidifie la règle : la notion d'accident automobile de la Loi sur l'assurance automobile est extrêmement large et la loi ne permet pas de poursuivre des tiers dès que l'automobile est en marche. Dans l'affaire Godbout, il s'agissait d'une poursuite contre le personnel médical qui aurait aggravé l'état de la victime en traitant celle-ci à la suite d'un accident automobile. La Cour suprême a jugé que le préjudice corporel additionnel relatif aux soins est un préjudice « causé dans un accident automobile » au sens de l'art. 84.1 LAA. , soit « tout événement au cours duquel un préjudice est causé par une automobile ». Selon la Cour, l'analyse du mot « causé » dans la Loi commande une interprétation large et libérale.